# Fatima (película)
Fatima es una película francesa (coproducida en Canadá) dirigida por Philippe Faucon en 2015. Estuvo protagonizada por Soria Zeroual y fue llevada a los Premios César con cuatro nominaciones y ganando el de Mejor Película.
El guion, escrito por el mismo director de la película, está basado en el libro autobiográfico de poemas Prière à la lune escrito por la inmigrante marroquí en Francia Fatima Elayoubi.

## Sinopsis
Fátima es una mujer inmigrante de Argelia que vive en Francia junto a sus dos hijas: la rebelde adolescente de quince años Souad y Nesrine, que a sus dieciocho años acaba de comenzar la carrera de medicina. Fátima no sabe hablar bien francés y está preocupada por el futuro de sus hijas, que son su orgullo y alegría, pero también la causa de que pierda el sueño. Para poder pagar sus estudios trabaja sin descanso como empleada de limpieza y estudia francés en un curso para los extranjeros que deseen aprender el idioma.
Nesrine, la hija mayor de Fatima, se va a vivir a un pequeño apartamento junto a una compañera, para así poder estudiar tranquila. Luego, Nesrine comienza a aislarse de los demás jóvenes y decide solamente quedarse a estudiar, mientras su compañera salía por las noches. Al día siguiente, Fatima le lleva mucha comida que ella había preparado anteriormente.
Souad, la hija menor, tiene problemas en la escuela, sus calificaciones habían disminuido y no se esfuerza por aprender. Fatima se dirige a la escuela de su hija para averiguar qué estaba pasando y se encuentra con padres de alumnos hablando con la directora. Fatima no puede interpretar lo que se estaban diciendo porque no entiende lo suficientemente bien el francés. Además, todas las noches escribe sus pensamientos en árabe y expresa que su miedo interior está desapareciendo.
Más tarde, Souad discute con Fatima por sentirse avergonzada de su madre y la ve como una inútil. Nesrine no se siente tranquila con los problemas de su familia y por ver a su madre trabajar tanto. Pero un día, las cosas empeoran cuando Fatima sufre un accidente que la obliga a guardar reposo. Entonces aprovechará ese momento para escribir a sus hijas en árabe, para así poder decirles todo aquello que nunca ha podido expresar en francés.

## Reparto
- Soria Zeroual como Fatima.
- Zita Hanrot como Nesrine.
- Kenza Noah Aïche como Souad.
- Chawki Amari como el padre.
- Dalila Bencherif como Leila.
- Edith Saulnier como Séverine.

## Producción
El director de la película, Philippe Faucon, decidió adjudicar el papel principal a una actriz no profesional porque, según él, una verdadera actriz tendría problemas a la hora de resultar creíble en el papel de una mujer que habla mal el idioma francés.
La actriz Soria Zeroual fue seleccionada para interpretar el personaje de Fatima. Zeroual provenía de Argelia y había estado viviendo en Francia a partir del año 2002. Al igual que el personaje, había estado tomando clases de francés ya que no conocía el idioma cuando emigró allí.

## Reconocimiento
| Año  | Categoría               | Resultado |
| ---- | ----------------------- | --------- |
| 2015 | Mejor película francesa | Ganadora  |

| Año  | Categoría         | Persona nominada | Resultado |
| ---- | ----------------- | ---------------- | --------- |
| 2015 | Prix Louis Delluc | Philippe Faucon  | Ganador   |

| Año  | Categoría                | Persona nominada | Resultado |
| ---- | ------------------------ | ---------------- | --------- |
| 2016 | Mejor película           | Mejor película   | Ganadora  |
| 2016 | Mejor actriz             | Soria Zeroual    | Nominada  |
| 2016 | Mejor esperanza femenina | Zita Hanrot      | Ganadora  |
| 2016 | Mejor adaptación         | Philippe Faucon  | Ganadora  |

| Año  | Categoría   | Persona nominada | Resultado |
| ---- | ----------- | ---------------- | --------- |
| 2016 | Mejor guion | Philippe Faucon  | Ganadora  |

| Año  | Categoría             | Persona nominada | Resultado |
| ---- | --------------------- | ---------------- | --------- |
| 2016 | Premio al mejor guion | Philippe Faucon  | Nominado  |